# Thibaut de Vernon
Thibaut de Vernon – poeta francuski żyjący około połowy XI wieku, możliwe że był autorem francuskiej wersji Pieśni o świętym Aleksym
Thibaut de Vernon był kanonikiem z Rouen, autorem wielu pieśni o świętych napisanych w języku francuskim i przeznaczonych do śpiewu, pochodzących z około 1030-1050 roku. O Thibaut wspomina dokument z połowy XI wieku. Z jego pieśni nic nie pozostało. Jest możliwe, że Thibaut był autorem napisanej w latach 1040-1060 francuskiej Pieśni o świętym Aleksym. 

## Pieśń o świętym Aleksym
Utwór ten liczy sobie 125 strof, po pięć dziesięciozgłoskowych asonansów każda, i naśladuje ściśle łaciński pierwowzór oparty na legendzie syryjskiej. Aleksy, młody książę, wyrzeka się swego majątku i żony, by pójść w ślady ubogiego Chrystusa. Po latach wraca jako żebrak do rodzicielskiego domu, gdzie, przez nikogo nierozpoznany, będzie żebrał aż do śmierci. Gdy zaś umrze, zostanie rozpoznany dzięki dziejącym się wokół jego zwłok cudom. 
Połączenie bogacza i nędzarza, włóczęgi i cudotwórcy w jednej osobie bardzo odpowiadało wrażliwości ówczesnych odbiorców. Podwójna asceza: łącząca ubóstwo i czystość wskazuje na wpływy reguły Cluny. Pieśń jeden z najpiękniejszych poematów dawnej literatury francuskiej, odznacza się hieratycznością i uczonością. Autor posługuje się ustalonymi schematami formuł stylistycznych, podobnie jak autorzy chansons de geste, dyskretnie korzysta z niektórych chwytów retorycznych, skraca do minimum elementy narracyjne, dzięki czemu potęguje jeszcze napięcie emocjonalne. Utwór cieszył się wielkim uznaniem wśród współczesnych i był wielokrotnie przerabiany w ciągu XII, XIII i XIV wieku na epikę, powieść i dramat.